# Hernádszurdok
Hernádszurdok é um município da Hungria, situado no condado de Borsod-Abaúj-Zemplén. Tem 4,48 km² de área e sua população em 2015 foi estimada em 159 habitantes.